# Sono innocente (Renato Zero)
Sono innocente è un singolo di Renato Zero pubblicato nel 2006, primo singolo che anticipa l'uscita della raccolta Renatissimo!.

## Tracce
Testi di Guido Morra e musiche di Maurizio Fabrizio
1. Sono innocente – 6:20